# Norrgölen (Oppeby socken, Östergötland)
Norrgölen är en sjö i Kinda kommun i Östergötland och ingår i Motala ströms huvudavrinningsområde.